# HB (programa de televisão)
HB foi uma sessão de desenhos animados exibida pela Rede Globo à tarde nas décadas de 70 e 80. Como as iniciais esclarecem, as atrações de HB eram desenhos dos estúdios Hanna-Barbera.
O nome da sessão variava de acordo com o ano. Assim, HB 77, HB 78, HB 79, HB 80, etc.
Entre outros títulos, foram atrações de HB:
- Manda-Chuva
- Os Flintstones
- Os Jetsons
- Zé Colméia
- As Panterinhas
- Tutubarão

A grade de atrações do HB77 era:
Segunda-feira : Formiga Atômica (Atom Ant)
Terça-feira   : Esquilo Sem Grilo (Secret Squirrel)
Quarta-feira  : Zé Buscapé
Quinta-feira  : Feiticeira Faceira
Sexta-feira   : Lula Lelé
Sábado        : Xodó da Vovó